# Gilbert Helmer

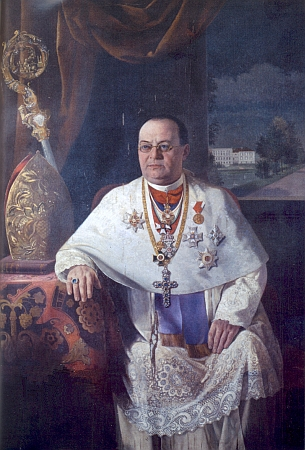
Abt Gilbert Helmer

Gilbert Helmer  O.Praem. (* 2. Januar 1864 in Schrikowitz (tschechisch: Křepkovice), Bezirk Tepl als Johannes Baptist Helmer; † 4. März 1944 in Tepl, Landkreis Tepl) war ein Prämonstratenser. Er war von 1900 bis 1944 Abt des Stifts Tepl in Westböhmen.

## Leben
Johann Baptist Helmer, der Sohn eines Müllers aus dem stiftseigenen Dorf Schrikowitz, trat am 28. September 1885 in das Noviziat von Stift Tepl ein, wo er den Ordensnamen Gilbert annahm. Er studierte Katholische Theologie und Philosophie an der Universität Innsbruck, legte am 20. September 1888 seine Profess ab und wurde am 28. Juli 1889 zum Priester geweiht. Anschließend folgte ein Studium der Germanistik, das er 1893 mit der Promotion zum Doktor der Philosophie abschloss. Nach 1894 war Gilbert Helmer Lehrer am Gymnasium des Ordens der Prämonstratenser in Pilsen. Nach weiteren germanistischen Studien las und interpretierte er den in einer mittelhochdeutschen Mundart verfassten Codex Teplensis, ein Neues Testament in einem Druck vom Beginn des 15. Jahrhunderts. Der Konvent des Stiftes Tepl wählte Helmer am 27. Oktober 1900 zum Abt. Die Abtsbenediktion erfolgte am 28. Oktober 1900.
Im Jahre 1901 wurde Abt Helmer Mitglied des Böhmischen Landtags, 1903 des Österreichischen Herrenhauses, war 1928 Angehöriger der Landesvertretung der deutschen Christlich-Sozialen in Prag, Mitglied der Prager Akademie der Wissenschaften und Ehrendoktor der Universität Prag. 1927 wurde er Generalvikar für die Klöster der Prämonstratenser in der Tschechoslowakei und Informator des Ordens.
Von 1903 bis 1905 entstanden unter Helmers Leitung der Neubau der Bibliothek des Stifts Tepl mit dem Prunksaal, das Museum und der umgebende Park. Im Jahr 1921 gelang es Helmer, vom bayerischen Staat das 1803 säkularisierte Kloster Speinshart in der Oberpfalz zurückzukaufen, dessen Administration er übernahm. 1925 protestierte er erfolglos beim Völkerbund in Genf wegen der in einer Bodenreform zu Gunsten der Tschechoslowakei enteigneten stiftseigenen Badeanlagen im Kurort Marienbad. Im Nationalitätenkampf der Deutschen und Tschechen in Böhmen vor dem Ersten Weltkrieg trat er maßvoll für die Rechte der Deutschen ein. Er war, sowie andere führende Mitglieder der Christlich-Sozialen Partei, Mitglied der katholischen Studentenverbindungen AV Austria Innsbruck, KDStV Ferdinandea Prag und KDStV Saxo-Bavaria Prag, jeweils im CV. Er war Ehrenbürger von Tepl, Marienbad und Weseritz.

## Veröffentlichungen
- Die Sprache des jungen Schiller (Diss.), 1893.
- Die Herz-Jesu-Verehrung im deutschen Volke vom 12. bis zum 18. Jahrhundert. 1914.